# Japi (gemeente)
Japi is een gemeente in de Braziliaanse deelstaat Rio Grande do Norte. De gemeente telt 5.693 inwoners (schatting 2009).